# Giangiacomo Trivulzio
Don Giovanni Giacomo Pietro Francesco Antonio Camillo Federico Giuseppe Trivulzio, principe di Musocco, marchese di Sesto Ulteriano, signore di Conte Palasio, patrizio milanese (Milano, 8 giugno 1839 – Milano, 9 luglio 1902), è stato un nobile, politico, numismatico e militare italiano.
È stato senatore del Regno d'Italia dal 1896 fino alla sua morte.

## Biografia
Cognato dei senatori Carlo Taverna e Gian Giacomo Cavazzi della Somaglia si dedica in gioventù alla carriera militare nell'esercito del Regno di Sardegna. Ufficiale d'ordinanza onorario del Re nel 1859, combatté nella seconda e terza guerra d'indipendenza per congedarsi nel 1866 col grado di capitano e due medaglie d'argento. 
Nel 1885 ottenne il titolo di primo Principe di Musocco, che richiama il titolo di Principe della Val mesolcina, già detenuto da un altro ramo dei Trivulzio (tra Seicento e Settecento)